# Santana do Maranhão
Santana do Maranhão là một đô thị thuộc bang Maranhão, Brasil. Đô thị này có diện tích 1094,65 km², dân số năm 2007 là 10438 người, mật độ 9,54 người/km².